# Pewsham
Pewsham – wieś w Anglii, w hrabstwie Wiltshire. Leży 47 km na północny zachód od miasta Salisbury i 137 km na zachód od Londynu.